# Nolan Roux
Nolan Roux (ur. 1 marca 1988 w Compiègne) – francuski piłkarz występujący na pozycji napastnika we francuskim klubie FC Metz. Wychowanek RC Lens, w swojej karierze grał także w takich zespołach, jak Brest, Lille OSC oraz AS Saint-Étienne. Były reprezentant Francji do lat 21. Syn francuskiego piłkarza oraz trenera, Bruno Roux.